# وصمة عار (فلم هندي)
هو فيلم هندي درامي تاريخي انتج سنة 2019 من بطولة عاليا بهات ، فارون داوان، سوناكشي سينها واديتيا روي كابور مادهوري ديكسيت وسنجاي دوت من إنتاج كاران جوهر واخراج ابهيشيك فارمان وبالرغم من ان ابطال الفيلم نجوما كبارا ومشهورين الا انه لم يحقق نجاحا في شباك التذاكر.

## القصة
طبيب ساتيا شودري أخبرها أنها مصابة بالسرطان وستموت قريبًا. فتعود إلى قريتها الأصلية في منطقة راجبوتانا وتطلب من أحد معارفها في طفولتها، روب، أن يرافق زوجها ديف تشودري الذي يدير صحيفة ليبرالية. تستمر Roop في رفض اقتراح ساتيا ولكن في وقت لاحق يقنعها والدها وتوافق على شرط أن تتزوج ديف وهو ما يوافق عليه ساتيا. بمجرد الزواج، أخبر ديف Roop أنه لا يزال يحب ساتيا وأن علاقتهما ستكون ودية وأفلاطونية فقط. روب المكتئبة تأخذ العزاء في الموسيقى، والتي تبدأ بالتعلم من سيدة بيت دعارة، بهاار بيغوم. بدأت أيضًا العمل في دار نشر زوجها، لاستخدام تعليمها لصالحها. تعرب روب عن اهتمامها بالكتابة عن حالة المنطقة التي يقع فيها بيت الدعارة، والتي تلتقي خلالها بحدّاد أنثوي يُدعى ظفر.
يريد ظفر الانتقام من والديه، بهاار بيغوم وبالراج شودري (اللذان تركا ظفر بعد إنهاء علاقته خارج نطاق الزواج مع بهاار) عن طريق إغواء روب، لأنها متزوجة من نجل بلراج الشرعي، ديف. يخطئ روب في فهم نوايا ظفر ويقع في حبه. بدأت أيضًا في تطوير صداقة مع ديف، مما أدى إلى سعادة ساتيا وحزنها. مات ساتيا بعد أن حث ديف على إعطاء فرصة لروب ولمسامحة بالراج على علاقته الغرامية. وفي محاولة أخرى لإذلال بلراج، يحرض ظفر على الكراهية الطائفية لدى صديقه عبد خان، من خلال المطالبة بتقسيم الهند على أسس دينية، وهو ما لا يؤيده بالراج وديف.
عندما علم بالراج بقضية روب وظفر، يواجه بهاار وظفر. بهاار، الذي لا يتفق مع نهج ظفر، يحذر رووب ويخبرها عن نوايا ظفر الحقيقية. Heartbroken ، أكملت Roop زواجها من Dev لكنها تصر على أنها لن تكون قادرة على حبه أبدًا. مع اكتساب موقف عبدول السياسي نفوذًا، اندلعت أعمال شغب ضد الهندوس والسيخ في المدينة، قرر خلالها آل تشودري الفرار إلى أمريتسار بمساعدة ظفر، ولكن ليس قبل ساروج، طعنت الخادمة المحببة بوحشية حتى الموت. يعترف ظفر لروب بأنه وقع في حبها في النهاية، على الرغم من نيته المبكرة. أثناء ركوب القطار، طُعن ظفر في بطنه عدة مرات بخنجر من قبل عبد، بينما هرب روب وديف.
بعد عشر سنوات، أجرى Aditya ، الصحفي الذي يوثق التقسيم، مقابلة مع Roop و Dev حول تجربتهما. تنتهي القصة بتذكر Roop صوت ظفر ورووب الداخلي قائلاً إن لون الحب والكراهية أحمر، لكن الحب غالبًا ما يتم وصمه بالعار أو تشويهه.
وصمة عار فيلم هندي أنتج 2019.

## وصلات خارجية
- مقالات تستعمل روابط فنية بلا صلة مع ويكي بيانات